# Harvey Ridge
Harvey Ridge är en bergstopp i Antarktis. Den ligger i Östantarktis. Australien gör anspråk på området. Toppen på Harvey Ridge är 1 737 meter över havet.
Terrängen runt Harvey Ridge är huvudsakligen lite kuperad. Trakten är obefolkad. Det finns inga samhällen i närheten. 